# Филь Олександр Максимович
Филь Олександр Максимович (нар. 27 листопада 1966, с. Деньги Золотоніського району Черкаської обл.)  — український журналіст, історик, кандидат історичних наук.

## Освіта, службова кар'єра, громадська діяльність
У 1994 році закінчив Інститут журналістики Київського державного університету ім. Т. Г. Шевченка. Від 1994 до 2018 служив у Прикордонних військах України (з 2003 — Державна прикордонна служба України). Від 1994 до 2004 займав посади кореспондента, начальника відділу, відповідального секретаря, заступника головного редактора газети «Прикордонник України» та головного редактора журналу «Кордон». У 2004—2014 очолював Центральний музей Державної прикордонної служби України. У 2005 став ініціатором створення Прикордонного пантеону поблизу міста Новоархангельська Кіровоградської області. Автор проєктів: «Україна. ХХ сторіччя. У спогадах сучасників. Інтерв'ю, мемуари, листи, щоденники, документи», «Небо на все життя», «Герої останньої імперії». У 2015—2016 — начальник відділу Науково-дослідного інституту Держприкордонслужби. У 2016—2018 — старший офіцер Адміністрації Держприкордонслужби України, полковник. Від 2018 року й дотепер — заступник директора Національного військово-історичного музею України.  

## Творчі досягнення
У 2006 році захистив кандидатську дисертацію на тему «Життєвий шлях та військова діяльність І. Д. Черняховського (1907—1945 рр.)» (2007, науковий керівник — канд. іст. наук А. Ф. Мінгазутдінов). У колі наукових інтересів — воєнна історія, біографістика та усна історія. На сьогодні творчий доробок становить понад 600 публікацій, у тому числі — 12 окремих видань: монографій, науково-популярних та публіцистичних книг (частина — у співавторстві), а також наукових та публіцистичних статей і тез. Учасник роботи близько 20 науково-практичних конференцій різного рівня.  

## Нагороди
- Медаль «За сумлінну службу» (2003)
- Медаль «За мужність в охороні державного кордону України» (2006)
- Лауреат творчого конкурсу «Пам'ять у погонах» (2011)
- Лауреат премії ДПСУ «Смарагдова Ліра» у номінації «Журналістика» (2011)
- Лауреат премії Міністерства оборони України імені Богдана Хмельницького за найкраще висвітлення військової тематики у творах літератури та мистецтва (2013)
- Лауреат 5-го Міжнародного літературного конкурсу «Кордони Співдружності — мужність, честь і відвага» (2013)
- Лауреат премії ДПСУ «Смарагдова Ліра» у номінації «Образотворче мистецтво» (2013)
- Нагрудний знак «Відмінний прикордонник» (2017)
- Медаль «Ветеран служби» (2018)
- Нагрудний знак «100 років на варті кордону» (2018)

## Основні праці

### Окремі видання
1. За крок до маршальського жезла: моногр.  — Київ: Варта, 2005. — 168 с. : фото.
2. Іван Черняховський: Історичний нарис. — Київ: Варта, 2006. — 216 с. : фото.
3. О боях-пожарищах, о друзьях-товарищах... — Харьков: Фактор, 2008. — 200 с. : фото.
4. Они сражались за Родину... ( у соавт). — Киев: Типография Диапринт, 2010. — 200 с. : фото.
5. Отважные люди. — Харьков: Фактор, 2011. — 232 с. : фото.
6. Герой Советского Союза: Беседы.: І Книга. ( у соавт). — Харьков: Фактор, 2012. — 292 с. : фото.
7. Герой Советского Союза: Беседы.: ІІ Книга. ( у соавт). — Киев: Антология, 2013. — 296 с. : фото.
8. Життя як спалах зірки... Іван Черняховський: штрихи до портрета полководця. — Київ: АртЕкономі, 2014. — 184 с. : фото.
9. Штурмовики. — Черкаси: ІнтролігаТОП, 2015. — 320 с. : фото.
10. Три Івани. Документи і матеріали. — Черкаси: ФОП Гордієнко Є.І., 2018. — 480 с. : фото.
11. "Я — Король, цель вижу, атакую!". ( у соавт). — Черкаси: ФОП Гордієнко Є.І., 2019. — 464 с. : іл. фото.
12. Україна: ХХ століття у спогадах сучасників. — Київ: АртЕкономі. 2022. — 704 с. : фото.
13. Денис Дикий "Охтирка в серці назавжди!". — Черкаси. 2024. — 108 с. : фото.

### Статті
1. Участь у боях 1941 року 28-ї танкової дивізії полковника І.Д. Черняховського: міфи і реальність // Сторінки воєнної історії України Травень 1945 року у наукового дискурсі, національній свідомості та історичній пам'яті: зб. наук. ст.— Київ, 2005. — Вип. 9., ч. 2. — С. 125—138.
2. Розвідник Кам'янець-Подільського прикордонного загону Крючков В.І. Штрихи до портрету // Воєнна історія  Поділля та Буковини: матеріали Всеукр. наук. військ-історич. конф., Кам'янець-Подільський, 15 березня 2009 р. — Кам'янець-Подільський, 2009. — С.276—280.
3. Дії прикордонних загонів, розташованих на території нинішньої Волинської області, в червні 1941 року // Сторінки воєнної історії Волині: наук. зб., Луцьк, 24-25 березня 2009 р. — Луцьк, 2009. — С.197—200.
4. Канівський десант // Воєнна історія Середньої Наддніпрянщини: матеріали Всеукр. наук. військ-історич. конф., Київ, 15 березня 2012 р. — Київ, 2012. — С.571—573.
5. Деякі аспекти фронтового побуту Червоної армії у спогадах Героїв Радянського Союзу // Травень 1945 року у наукового дискурсі, національній свідомості та історичній пам'яті: зб.мат. Міжнародної наук. конф., Київ, 29 квітня 2015 р. — Київ, 2015.
6. Житло на фронті у спогадах ветеранів Другої світової війни // Війни і збройні конфлікти у Східній Європі в ХХ — на початку ХХІ століть: зб. наук. праць., Житомир, 22 травня 2015 р. — Житомир, 2015. — С.155—157.